# Xylopia lastelliana
Xylopia lastelliana Baill. – gatunek rośliny z rodziny flaszowcowatych (Annonaceae Juss.). Występuje endemicznie we wschodniej i środkowej części Madagaskaru. 

## Morfologia
PokrójZimozielone drzewo dorastające do 15 m wysokości. Młode pędy są owłosione.
LiścieMają kształt od lancetowatego do eliptycznie lancetowatego. Mierzą 2–4,5 cm długości oraz 1–1,5 szerokości. Są owłosione od spodu. Nasada liścia jest ostrokątna. Wierzchołek jest ostry. Ogonek liściowy jest owłosiony i dorasta do 2 mm długości.
KwiatySą zebrane w gęstych kwiatostanach. Rozwijają się w kątach pędów. Działki kielicha są owłosione, mają trójkątny kształt i dorastają do 2 mm długości. Płatki mają lancetowaty kształt i dorastają do 9–12 mm długości. Są owłosione, prawie takie same. Słupków jest do 5 do 8. Są omszone i mierzą 1 mm długości.
OwoceZłożone z 5 rozłupni. Mają kształt od gruszkowatego do odwrotnie jajowatego. Osiągają 3 cm długości oraz 1,5–2 cm średnicy.

## Biologia i ekologia
Rośnie w lasach. Występuje na wysokości do 700 m n.p.m.